# Sydafrikansk pingvin
Sydafrikansk pingvin (Spheniscus demersus) är en art i familjen pingviner. Arten lever på eller nära den afrikanska kusten från Angola till Sydafrika och är vanlig i djurparker.

## Utseende och fältkännetecken

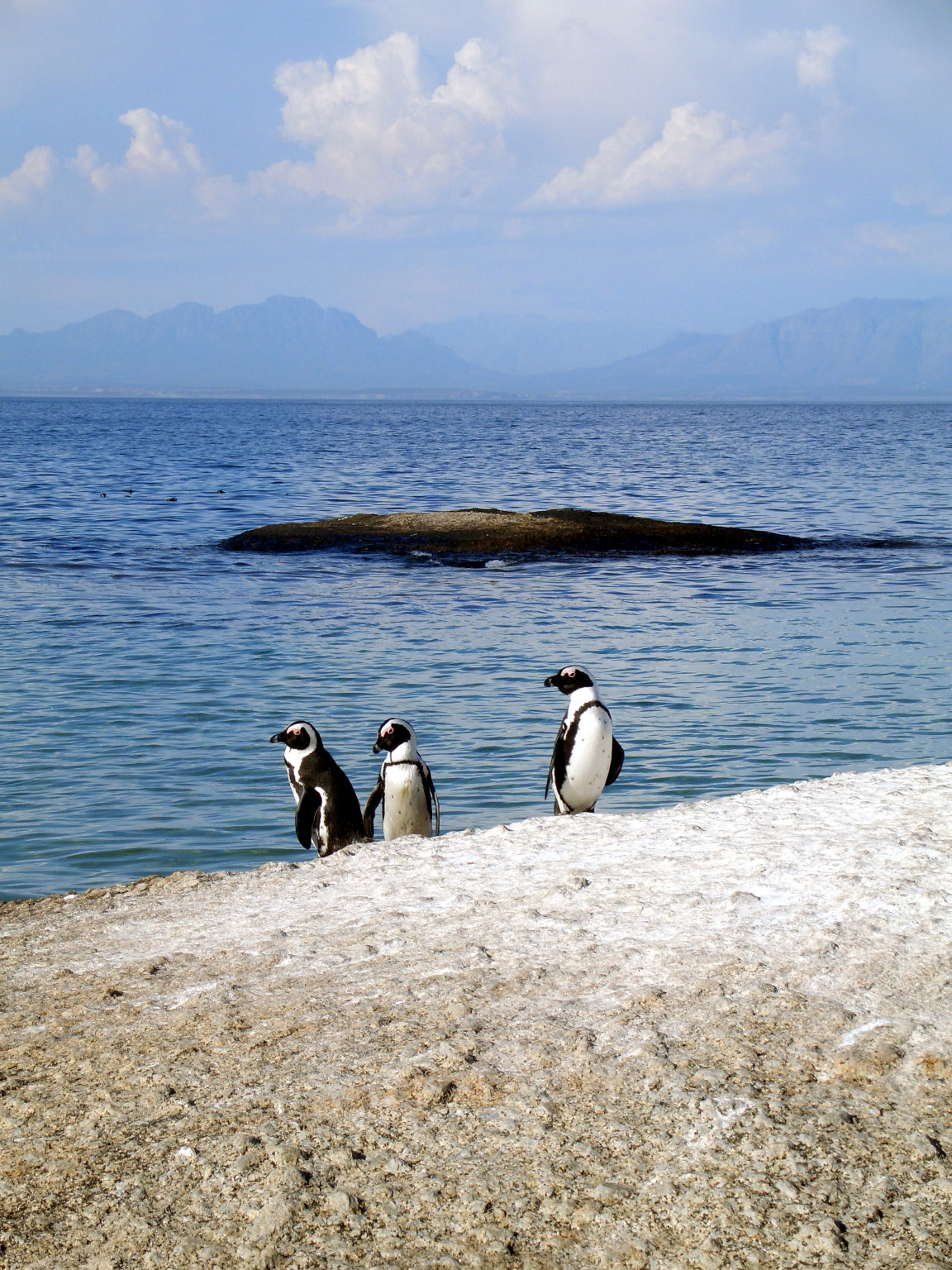
Tre sydafrikanska pingviner

Sydafrikansk pingvin blir 60 till 70 centimeter lång och når en vikt på 2,2 till 3,5 kilogram.. Dess fjäderdräkt är kontrasterande svartvit. Från den svarta näbben går en rosa fjäderlös fläck till ovansidan av ögat och fortsätter som en orbitalring runt ögat. Huvudets framsida, haka och rygg är svarta, buken är huvudsakligen vit men den har en svart u-formad strimma som går tvärs över bröstet.

## Utbredning och beståndsutveckling

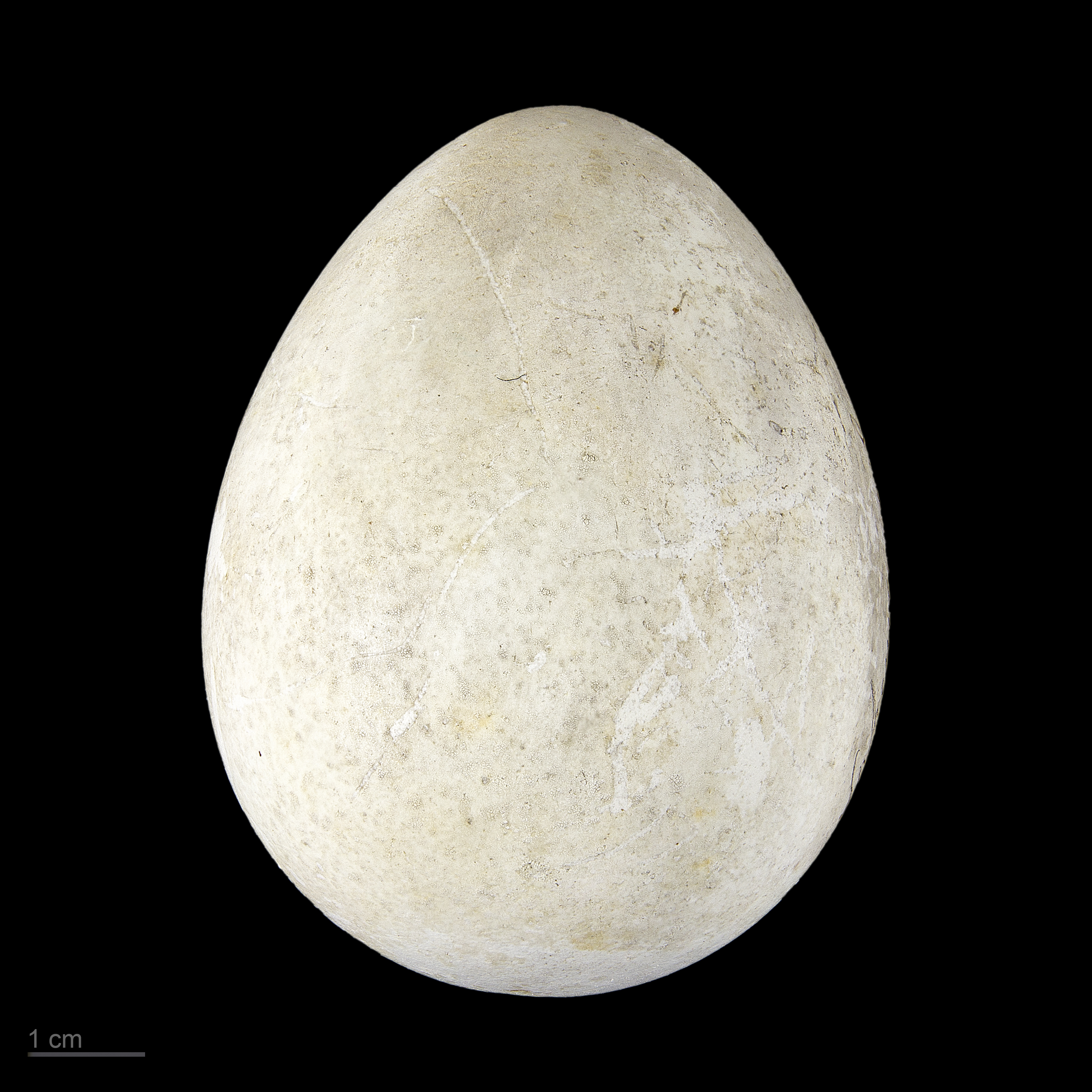
Ägg av sydafrikansk pingvin.

Knappt 67 000 sydafrikanska pingviner lever vid Afrikas sydvästra kustlinje från Angola och Namibia till Sydafrika, ofta på närliggande öar. Utbredningsområdet fortsätter på Sydafrikas östkust till den tidigare provinsen Natal. Beståndet har minskat betydligt under den senaste tiden, troligen på grund av kommersiella fiskets effekter och skifte i bytespopulationer drivet av klimatförändringar. Sedan 2024 kategoriserar internationella naturvårdsunionen IUCN arten som akut hotad. Världspopulationen uppskattas till 19 800 adulta individer. Den är fridlyst i alla stater där den häckar. Sydafrikansk pingvin förekommer även på djurparker över hela världen. 

## Ekologi
Sydafrikansk pingvin vistas alltid nära kusten och lägger sina ägg i fördjupningar vid stranden som de skrapar fram med fötterna. Redet fodras med träbitar och fjädrar. Ibland placerar de även sina bon i bergsskrevor. Vanligen läggs två ägg åt gången. Ungarna genomför sin postjuvenila ruggning efter cirka tre månader då den anlägger sin adulta fjäderdräkt.
Fågeln lever av stimlevande fisk, normalt fem till tolv centimeter långa och framför allt Engraulis capensis, Sardinops ocellata, Sufflogobius bibarbatus och Etrumeus teres. Arten dyker efter sina byten medeldjupt, ner till 130 meters djup noterat, gärna samarbetande i grupper om 25–165 individer.

## Namn
Ibland kallas den på svenska för glasögonpingvin.